# Petra Kudláčková
Petra Kudláčková (* 17. Oktober 1994 in Prag) ist eine tschechische Handballspielerin.

## Karriere

### Im Verein
Petra Kudláčková spielte zunächst bis 2018 in Tschechien für DHC Slavia Prag. 2018 ging sie nach Schweden zu Kristianstad HK. 2021 wechselte sie nach Frankreich zu Jeanne d’Arc Dijon Handball und unterschrieb einen Vertrag bis 2023. Bereits nach einer Saison kehrte sie vorzeitig nach Prag zurück. Mit Prag konnte sie 2023 die tschechische Meisterschaft gewinnen. 2024 wechselte sie zum Ligakonkurrenten HC Zlín.

### In Auswahlmannschaften
Ihr Debüt für die tschechische Nationalmannschaft gab sie 2016 gegen die Slowakei. Zwischen 2016 und 2020 gehörte sie zur Aufstellung bei drei aufeinanderfolgenden Europameisterschaften. Die Platzierungen der Mannschaft in diesen Wettbewerben waren wie folgt: 10. (2016), 15. (2018) und 15. (2020). Zudem belegte sie mit Tschechien bei der Weltmeisterschaft 2017 den 8. Platz und bei der Weltmeisterschaft 2021 den 19. Platz. Bei der Weltmeisterschaft 2023 belegte sie mit Tschechien den 8. Platz.